# Диканце
Диканце или Диканци (на албански: Dikancë или Dikanca; на сръбски: Диканце или Dikance) е село, разположено в областта Гора, в община Драгаш (Шар), Косово. Населението му възлиза общо на 124 жители според преброяването от 2011 година.

## География
Селото се намира на около 6 km южно от градчето Драгаш (Шар) и на около 35 километра южно от град Призрен. То е разположено от дясната страна на река Млика, на 1106 метра надморска височина. Махали на селото са: Киковци (45 къщи), Дранговци (22 къщи), Айранковци (18 къщи), и Долна махала (27 къщи).

## История
През 1452 година селото се споменава в османски документи като Диканица, а през 1455 година като Диканце с 15 къщи.
Васил Кънчов отбелязва през 1900 година Диканце сред селата в Гора, населени от българи мохамедани, наричани торбеши. Броят на къщите е 100.
След Междусъюзническата война селото попада в Албания. Според Стефан Младенов в 1916 година Дика̀нци е българско село с 85 къщи.
На етническата си карта на Северозападна Македония в 1929 година Афанасий Селишчев отбелязва Бегите (Беглере) като българско село на мястото на Диканце или Млике.

## Население
Според сведения от 2002 година в селото има около 150 къщи, с население 65 души, като при завръщането на жителите от гурбет през лятото населението достига около 1100 души.
При преброяването през 2011 година всичките 124 жители са регистрани като горани. Според това преброяване само две селища в Косово са регистрирани като изцяло горански – Диканце и съседното Бачка.